# Ko Pha-ngan
Ko Pha-ngan (auch Koh Pha Ngan oder Ko Phangan, thailändisch: เกาะพะงัน, Aussprache: [kɔ̀ʔ pʰáʔŋan]) ist eine östlich des Isthmus von Kra gelegene Insel im Golf von Thailand.
Pha-ngan ist außerdem der Hauptsitz der Verwaltung des Landkreises (Amphoe – Verwaltungsdistrikt) Amphoe Ko Pha-ngan der Provinz Surat Thani.

## Geographie

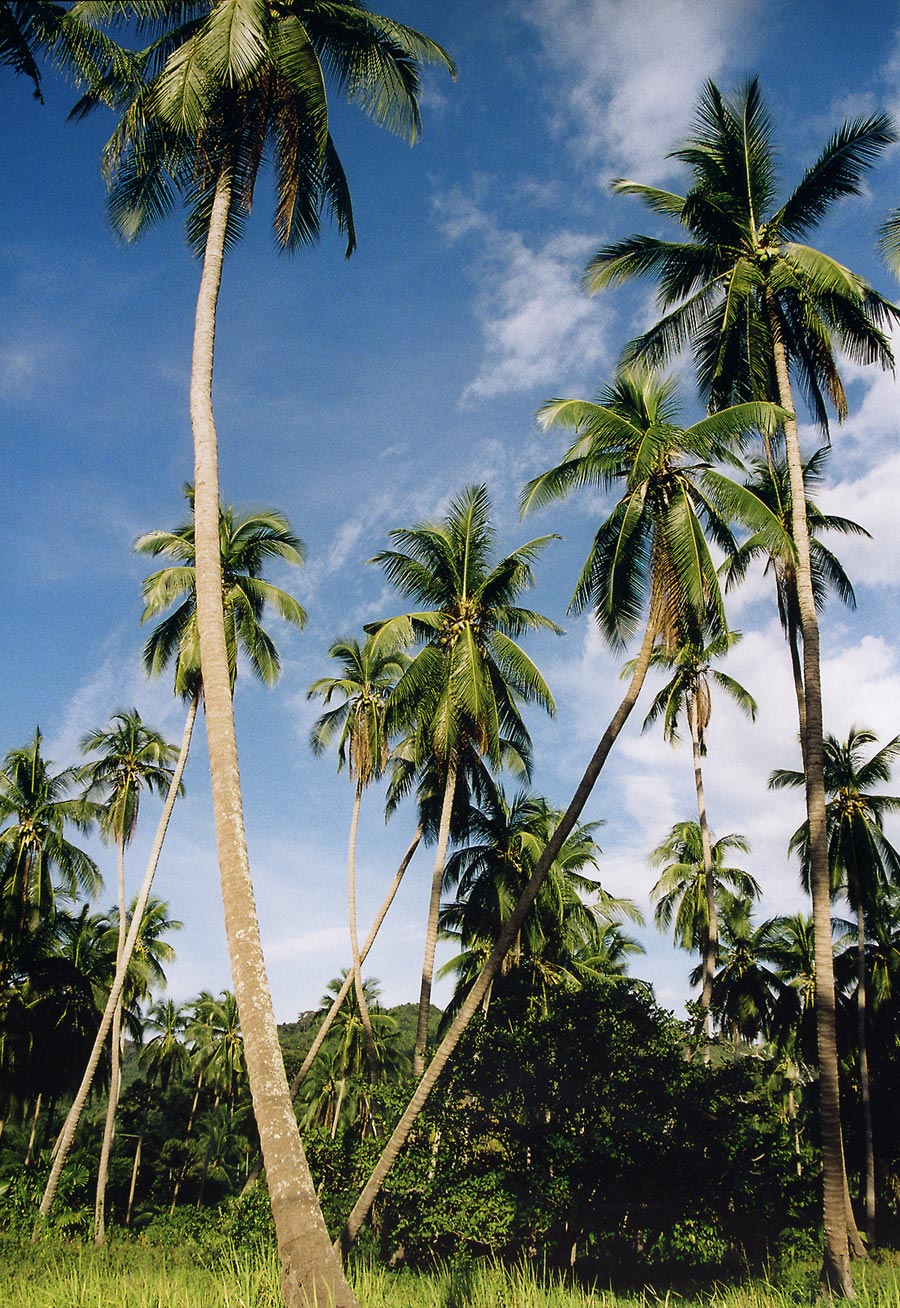
Palmen nahe Ban Kai

Ko Pha-ngan liegt 60 km nordöstlich des thailändischen Festlandes. Sie ist mit 125 km² Fläche die zweitgrößte Insel des nach der etwa 15 km südwestlich gelegenen Nachbarinsel benannten Samui-Archipels (Muu Ko Samui), zu dem noch etwa 60 weitere Inseln gehören; darunter Ko Tao, Ko Nang Yuan und die rund 40 Inseln des Nationalparks Ang Thong (Schauplatz des Romans Der Strand, aber nicht Drehort des dazugehörigen Films The Beach). Direkt vor der Küste Ko Pha-ngans liegen eine Reihe sehr kleiner (ca. 1 km² und kleiner) unbewohnter Inseln, wie Ko Tae Nok und Ko Tae Nai im Westen, Ko Maa im Nordwesten oder Ko Kong Than Sadet im Osten.
Das Landesinnere ist großteils gebirgig und von Urwald und teils von Sekundärwald bedeckt. Höchster Berg ist der 635 m hohe Khao Ra im Norden der Insel.
Hauptstadt und wichtigster Hafen ist Thong Sala (ท้องสาลา). Folgende regelmäßige Fährverbindungen bestehen: 
- von Thong Sala zur Provinzhauptstadt Surat Thani auf dem Festland,
- von Thong Sala per Katamaran-Fähre ohne Umsteigen über Koh Tao nach Chumphon, ebenfalls auf dem Festland, und von dort weiter mit derselben Gesellschaft per Bus nach Bangkok,
- von Thong Sala zur nördlichen Nachbarinsel Ko Tao,
- von Thong Sala nach Na Thon sowie nach Bo Phut auf Ko Samui (die Verbindung nach Mae Nam findet nur in der Hauptsaison statt, also von ca. Dezember–Mai. Stand: Dezember 2013) und
- von Haad Rin nach Bo Phut (Ko Samui).

## Einwohner
Die Hälfte der etwa 10.000 Einwohner lebt in Thong Sala. Der Rest verteilt sich auf die etwa 15 meist an der Küste liegenden Dörfer. Die Bevölkerung besteht zu rund 90 % aus Thai, die Anhänger des im kontinentalen Südostasien weit verbreiteten Theravâda-Buddhismus sind. Daneben gibt es in der Hauptstadt eine chinesische Gemeinschaft, großteils Nachfahren von zu Beginn des 20. Jahrhunderts von der Insel Hainan zugewanderten Fischern, und im Dorf Ban Kai, im Südwesten der Insel, eine kleine muslimische Gemeinde.

## Wirtschaft und Tourismus
|  |
|  |

Wie auf der größeren Schwesterinsel Ko Samui waren die Bewirtschaftung von Palmenplantagen und der Fischfang traditionell die wichtigsten Wirtschaftszweige. Sie sind auch heute noch nach dem Tourismus die größten Einnahmequellen. Exportiert wird vor allem das aus den Kokosnüssen gewonnene Kopra. Außerdem werden aus den Fasern der Nüsse Matten gemacht, das Holz als Baumaterial und zur Herstellung von Alltagsgegenständen genutzt und immer noch häufig die Blätter zum Decken von Häusern verwendet. Ein weiteres landwirtschaftliches Produkt der Insel ist Kautschuk.
Seit den 1980ern nimmt der Tourismus auch auf Ko Pha-ngan stetig zu. Die Insel war schon im Jahrzehnt davor von Aussteigern aufgesucht worden.
Nachdem Samui bereits weitgehend für den Tourismus erschlossen worden war, insbesondere nach der Eröffnung des dortigen Flughafens, suchten viele der Fernreisenden, die zuvor die im Vergleich zu anderen touristischen Zielen der Region (z. B. Phuket, Bali) sehr ruhige und beschauliche Atmosphäre Samuis genossen hatten, eine Alternative – und fanden sie in der unwegsameren Nachbarinsel Pha-ngan. Die Strände der Ostküste, wo die Berge oft bis ans Meer reichen, sind immer noch zum Großteil nur mit den traditionellen Langbooten der Fischer, die hier auch als Wassertaxis dienen, erreichbar. Nur an zwei Stellen, bei Haad Sadet und den beiden Teilen des Thong Nai Pan Strandes, bestehen mehr oder weniger befestigte Straßenverbindungen zur Hauptstraße an der Westseite der Insel.

## Partyszene
Neben der Inselhauptstadt entwickelt sich zusehends der nahe der Südspitze Pha-ngans (Haad Rin) gelegene Ort Hat Rin zum touristischen Zentrum der Insel. Vor allem in den Tagen unmittelbar vor und nach Vollmondnächten treffen sich hier monatlich junge Reisende und DJs aus aller Welt zur Full Moon Party und zahlreichen anderen Partys wie beispielsweise Oxa Beach oder der Jungle Party. Ihren Anfang nahm die Full Moon Party Ende der 1980er-Jahre. Heute kommen in der Hauptsaison von Dezember bis Februar über 10.000 Raver zusammen, um vor allem am Strand von Hat Rin Nok, der östlichen, dem Sonnenaufgang zugewandten Seite der Landenge, bis zum Sonnenaufgang zu feiern. Die Full Moon Party ist immer noch bekannt für den hohen Drogenkonsum vieler Besucher, was in Thailand mit empfindlichen Strafen bedroht ist und wogegen während der Party, auch mit Zivilfahndern, seit Beginn des 21. Jahrhunderts verschärft vorgegangen wird. Dort ist es dennoch mehrfach zu tödlichen Zwischenfällen gekommen. Wiederholt sind Frauen und Mädchen von unter Einfluss von Alkohol oder anderen Drogen stehenden Teilnehmern vergewaltigt worden. Da im buddhistischen Thailand oftmals religiöse Feiertage mit Vollmondnächten zusammenfallen und Partys an solchen Tagen nicht gern gesehen sind, finden sie mitunter in einer Nacht kurz vor oder nach dem tatsächlichen Vollmond statt.

## Sehenswürdigkeiten
- Der Nationalpark Than Sadet-Ko Pha-ngan liegt im Nordosten der Insel. Der etwa 65,93 km² große Park wurde am 31. Dezember 1983 eröffnet.

## Eindrücke von der Insel

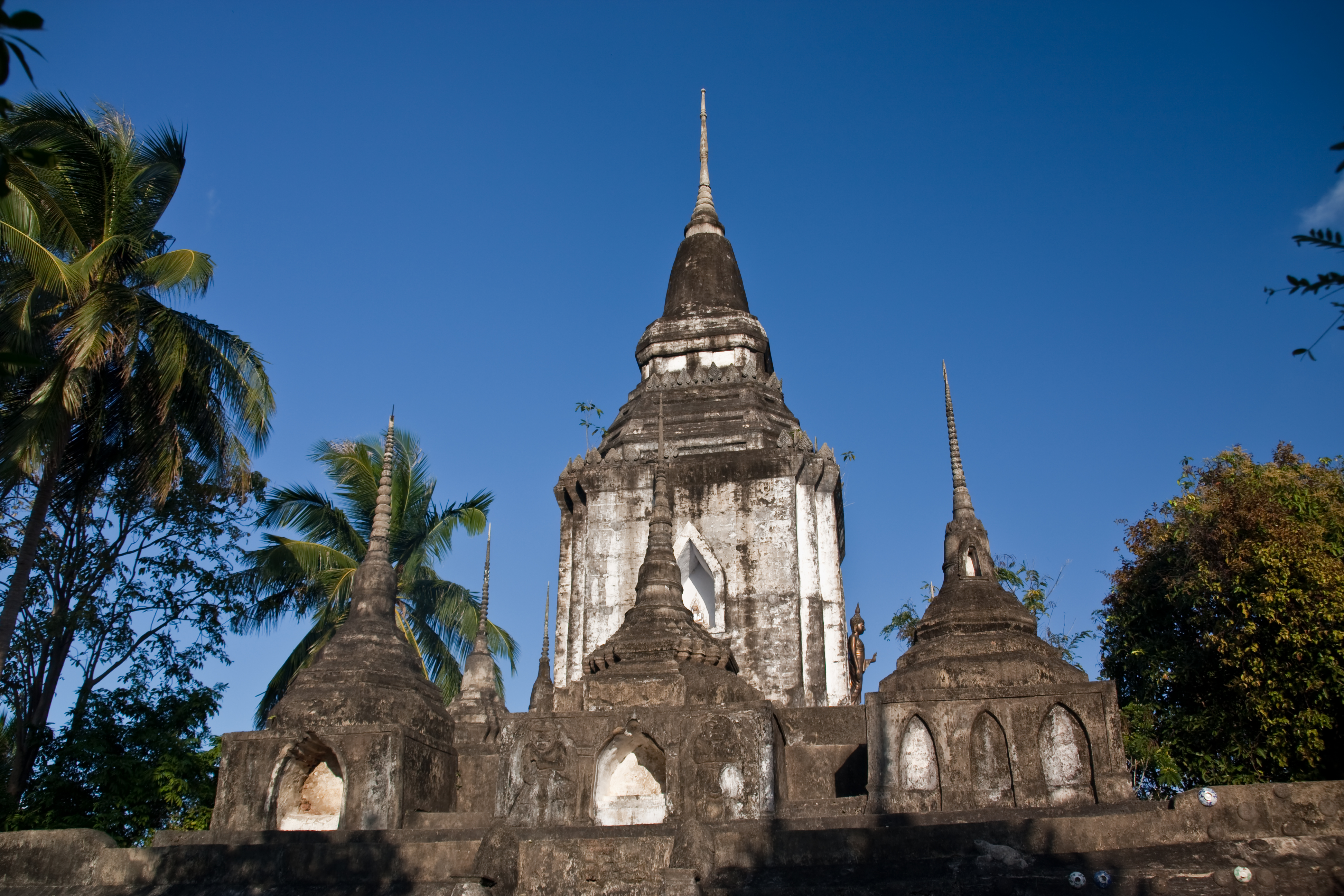
Wat Khao Noi, eine der ältesten Tempelanlagen auf der Insel
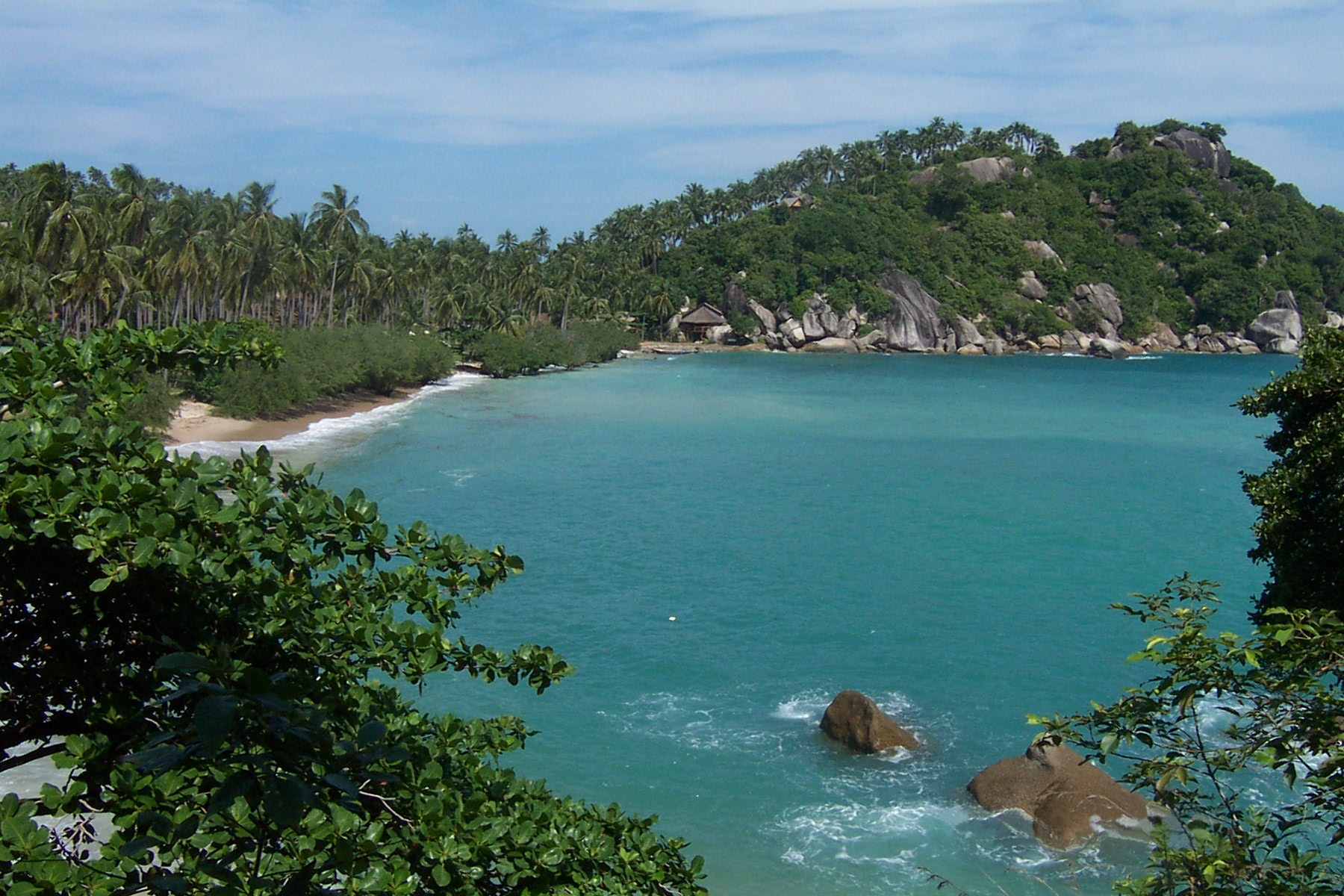
Bucht von Hat Tien
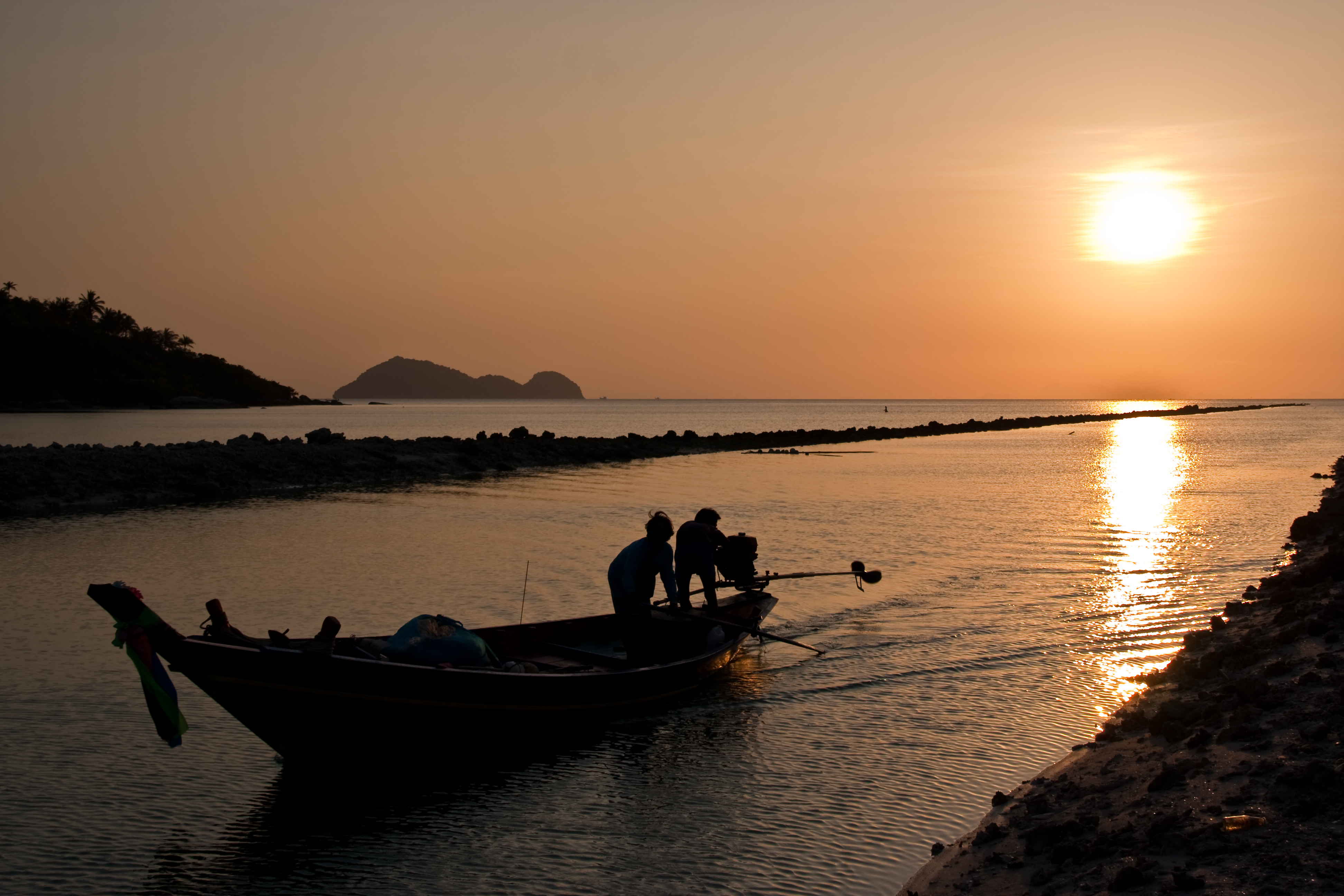
Sonnenuntergang bei Ao Wok Tum
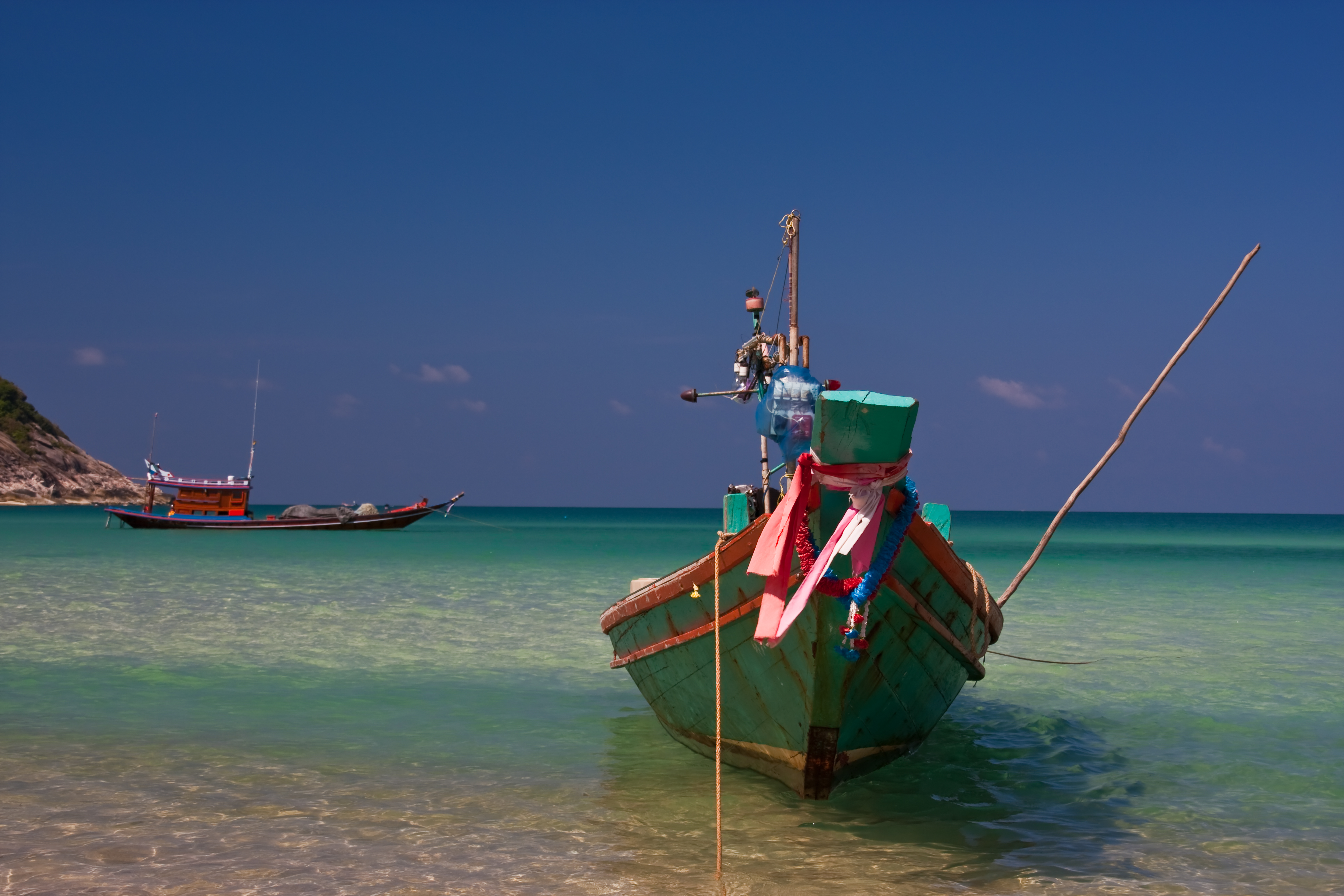
Long Tail Boat bei Bottle Beach
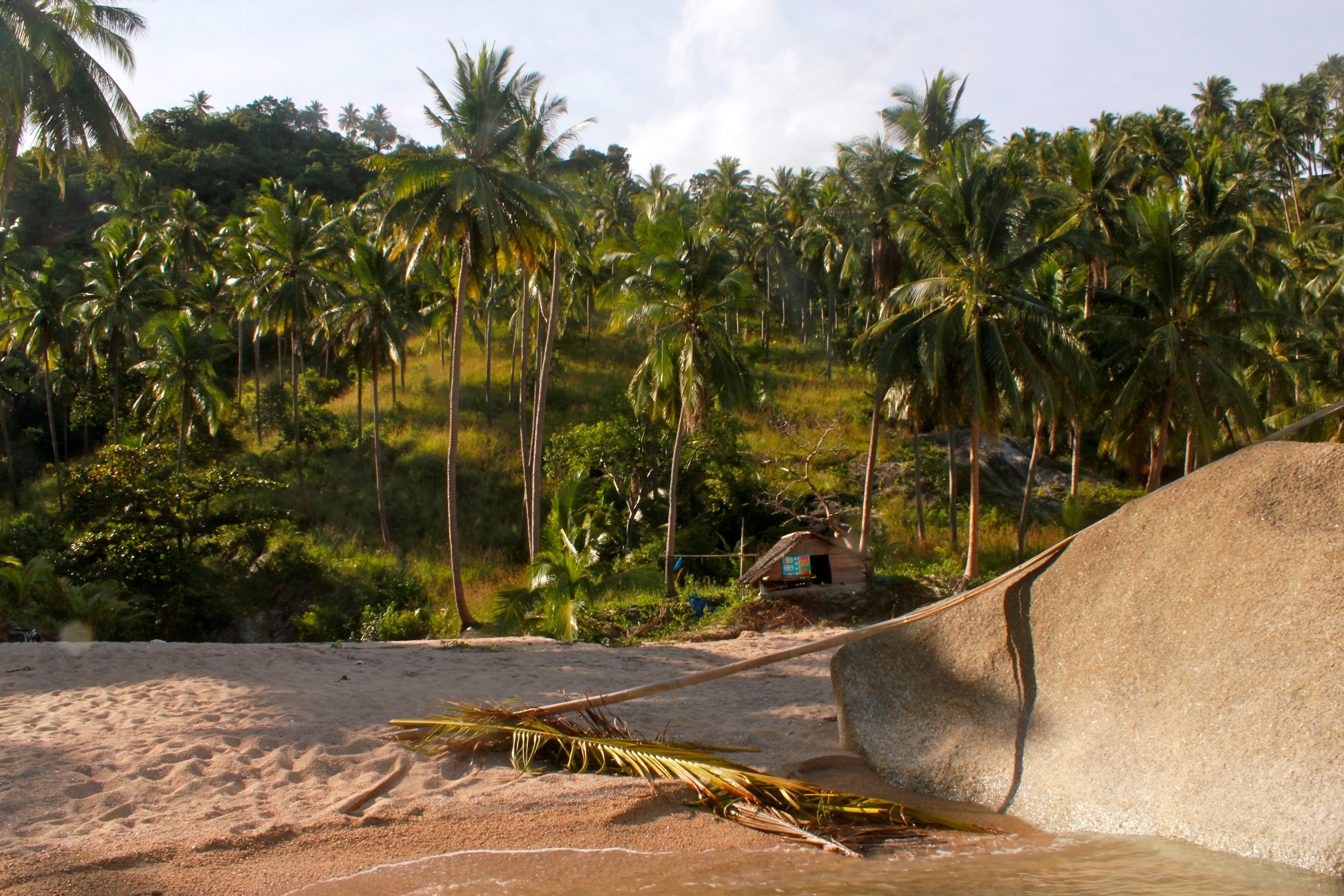
Einsamer Strand im Osten der Insel
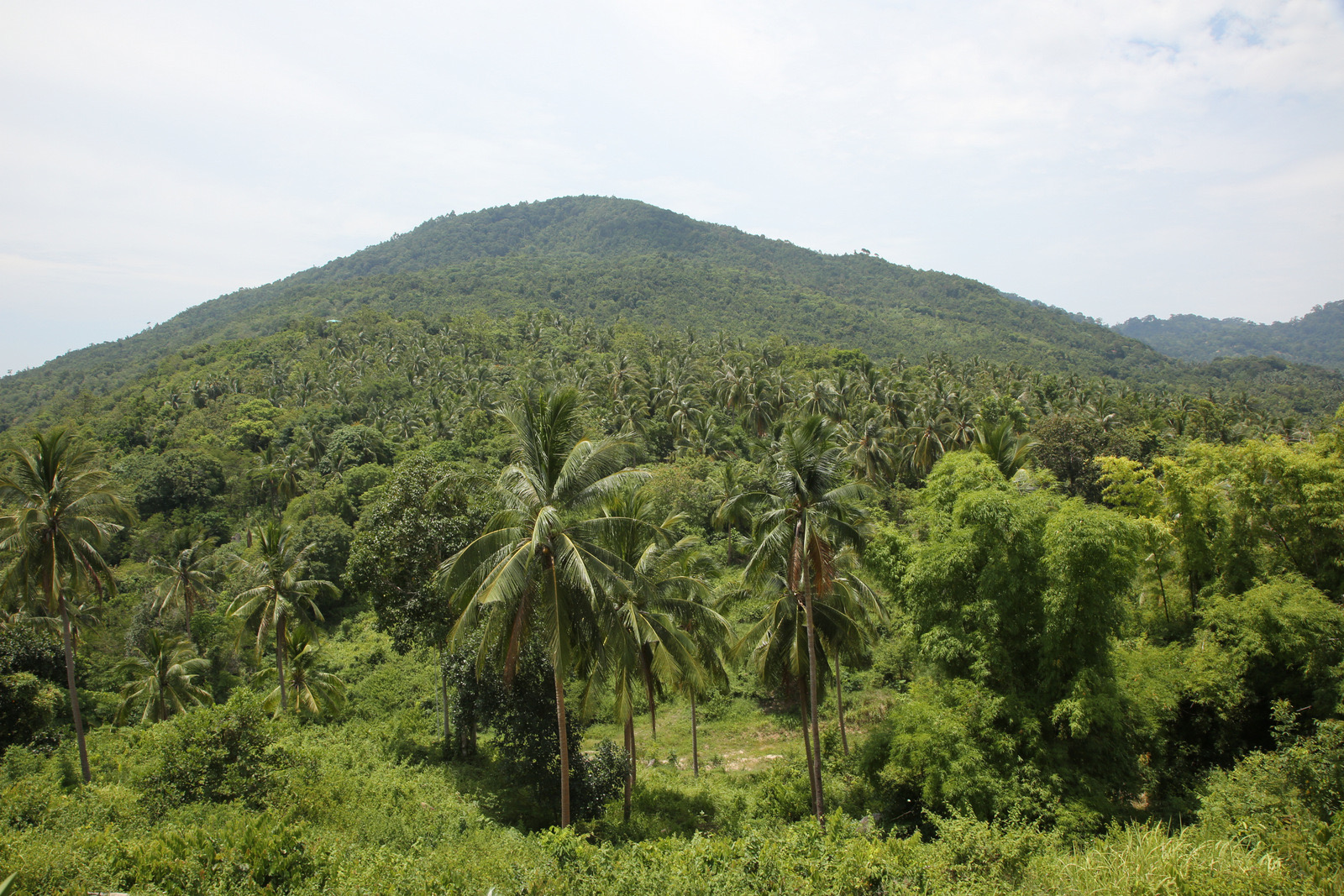
Der Regenwald von Ko Pha-ngan